# Lamnidae
Los lámnidos (Lamnidae) son una familia de elasmobranquios del orden Lamniformes que incluye cinco especies de tiburones, entre las que destaca el tiburón blanco.

## Características
Se caracterizan por su cuerpo ahusado y muy hidrodinámico, hocico cónico, dientes separados a la misma distancia unos de otros, aberturas branquiales largas, misma forma característica de la primera aleta dorsal, segunda aleta dorsal pequeña y de un tamaño aproximado al de la anal. Los dientes son triangulares y afilados, semejantes a una daga y los ojos circulares, de color negro uniforme y sin membrana nictitante. La cola presenta una especie de "quilla" en los laterales y el lóbulo inferior de la aleta caudal es más de la mitad de largo que el lóbulo superior. El metabolismo interno está bastante desarrollado y mantiene la temperatura corporal entre 10 y 18 °C, lo que permite que el tiburón se adentre en aguas templado-frías (aunque no en zonas realmente frías como los polos). Son ovovivíparos.

## Diversidad
Los lámnidos incluyen cinco especies vivientes, englobadas en tres géneros :
En el género Isurus tenemos dos especies: el marrajo o tiburón mako (Isurus oxyrinchus) y el marrajo negro, marrajo carite o mako de aletas largas (Isurus paucus). En Lamna otras dos: el cailón o marrajo de Cornualles (Lamna nasus) y el cailón del Pacífico o marrajo-salmón (Lamna ditropis). Y Carcharodon es el único que cuenta con una sola especie, el famoso tiburón blanco (Carcharodon carcharias).
Los lámnidos aparecen representados en el registro fósil ya en el Cretácico y siempre han sido superdepredadores de otros vertebrados marinos, alcanzando en algunos casos dimensiones realmente gigantescas como Cretoxyrhina (Cretácico, 8 m) y sobre todo Carcharocles megalodon (Neógeno, hasta 18 m). En la actualidad, el tiburón blanco es su mayor representante, con casi 6 metros de longitud máxima reconocida científicamente, sólo superado entre los tiburones actuales por animales filtradores como el tiburón ballena o el peregrino.